# Nex Machina
Nex Machina est un jeu vidéo de type shoot 'em up développé et édité par Housemarque, sorti en 2017 sur Windows et PlayStation 4.

## Accueil
- IGN : 8/10[1]